# Rolando (vescovo)
Rolando (... – dopo il 1160) è stato un vescovo cattolico italiano.
Rolando è stato il primo vescovo della diocesi di Grosseto, in seguito alla traslazione della sede episcopale da Roselle nel 1138.

## Biografia
Rolando è ricordato come vescovo di Roselle a partire dal 1133, ma già allora il prelato risiedeva a Grosseto, in quanto l'antica città, ormai spopolata e disabitata, manteneva il titolo diocesano solo a livello formale. Rolando, tra il 1133 e il 1137, ospitò più volte papa Innocenzo II a Grosseto, che era stata elevata a sede pievana nel 1101, e proprio a Grosseto, il 19 marzo 1133, il pontefice stilò la bolla Iustus Dominus nella quale elevava la diocesi di Genova al rango di arcidiocesi; tra i firmatari figura il vescovo Rolando.
Nel 1135 prese parte al sinodo che il papa tenne a Pisa nei mesi di maggio e giugno. Rientrati a Grosseto, sia il vescovo sia il pontefice assistettero all'assedio portato alla città dalle truppe del duca Enrico di Baviera (1137), dopo il rifiuto dei grossetani di prestare il servizio dovuto all'imperatore. L'anno successivo, il 9 aprile 1138, su consiglio di Rolando, – «Hoc nimi rum dispensationis intuitu Venerabilis Frater Rollande Episcope» – Innocenzo II decretò il trasferimento della cattedra vescovile da Roselle a Grosseto con la bolla Sacrosancta Romana Ecclesia, investendo ufficialmente Rolando del titolo di vescovo di Grosseto.
In una lettera di papa Celestino II del 23 dicembre 1143, indirizzata a Rolando, si legge di una controversia sorta con il capitolo dei canonici intorno ad alcuni possedimenti diocesani, a seguito della traslazione della sede vescovile. Il pontefice ridefinì i confini e le spartizioni delle decime, permettendo inoltre ai canonici di Roselle di eleggere un proprio priore pur sempre subordinato al vescovo di Grosseto.
Lo storico Francesco Anichini aveva proposto un'identificazione del vescovo Rolando con papa Alessandro III stesso, al secolo Rolando Bandinelli, teoria categoricamente rifiutata dagli storici, ma via via riproposta da eruditi e studiosi locali. Questa teoria fu alimentata dagli storici grossetani nella prima metà del XX secolo e anche Luciano Bianciardi ne parla con ironia nel suo romanzo Il lavoro culturale (1957) scrivendo che «per loro, come si è detto, il problema era risolto: nell'anno 1138 un editto di papa Innocenzo II riconosceva alla nostra città il rango di diocesi, collocandovi come primo vescovo un Bandinelli».